# Charles Raiter
Pour les articles homonymes, voir Raiter.
Charles Henri Desplace, connu sous le pseudonyme de Charles Raiter, né le 18 novembre 1857 à Paris 5e et mort le 6 décembre 1903 à Paris 10e, est un compositeur et chef d'orchestre français.
Il ne doit pas être confondu avec l'auteur et compositeur Léon Raiter (1893-1978) avec lequel il n'a aucun lien de parenté.

## Biographie
Chef d'orchestre du Concert-Parisien puis de la Scala à partir de 1893 et enfin de l'Alcazar d'Été, on lui doit les musiques de près de deux cents chansons de la fin du XIXe siècle sur des paroles, entre autres, de Félix Mortreuil, P.-L. Flers ou Henri Christiné.
Son œuvre la plus connue reste sa valse pour piano intitulée Les Salons parisiens !.

## Œuvres
Musique de scène
- 1885 : En voulez-vous des z'homards ?, revue en 1 acte de Maurice Millot, à l'Alcazar d'Été (1er août)[4]
- 1890 : Revue de fin de siècle, revue de Léon Garnier, à l'Alcazar d'Été (1er juillet)
- 1891 : Une nuit au poste, opérette en 1 acte de Charles Hugot, au Concert-Parisien (24 octobre)
- 1891 : Paris à la blague, revue de fin d'année en 2 actes et 6 tableaux de Surtac et Alévy, au Concert-Parisien (12 décembre)[5]
- 1892 : Les Becmajou, vaudeville en 1 acte d'Henri Dreyfus et Celmar, au Concert-Parisien (7 mars)
- 1892 : Cligne en haut ! Cligne en bas !, revue de fin d'année en 1 acte et 2 tableaux d'Adrien Vély et Alévy, au Concert-Parisien (15 décembre)[6],[7]
- 1893 : Paris-Gaudriole, revue en 1 acte, 12 mois et 12 tableaux d'Eugène Hugot et Celmar, au Concert-Parisien (29 janvier)[8].
- 1893 : Première revue de l'année, revue de Benjamin Lebreton et Henry Moreau, à l'Alcazar d'Été (15 juillet)
- 1893 : L'Héritière des Carapattas, opérette-bouffe à grand spectacle en 1 acte de Benjamin Lebreton et Henry Moreau, à la Scala (28 octobre)
- 1893 : Paris qui rit, revue en 2 actes et 4 tableaux de Benjamin Lebreton et Henry Moreau, à la Scala (1er décembre)
- 1894 : Les véli-vélo de l'année, revue rapide de Maurice Millot, à l'Alcazar d'Été (28 juillet)
- 1895 : L'Orgie romaine, pièce à grand spectacle de Hérel et Théophile Lerouge, à la Scala (5 avril)
- 1895 : Le Concours de bébés, pochade en 1 acte de Fabrice Lémon et Eugène Héros, à l'Alcazar d'Été (mai)
- 1895 : Paris fin de sexe, revue en 2 actes et 4 tableaux de P.-L. Flers, à la Scala (7 décembre)
- 1896 : Ohé ! l'amour !, revue de printemps en 2 tableaux de Léon Xanrof et Albert Cellarius, à la Scala (mai)
- 1896 : P'tites binettes-Champs-Élysées, revue en 1 acte de P.-L. Flers, à l'Alcazar d'Été (3 juillet)[9]
- 1896 : A nous les femmes !, revue en 2 actes et 4 tableaux de P.-L. Flers, à la Scala (10 décembre)
- 1897 : Paris démoli, revue en 2 actes et 5 tableaux de Georges Chauvin et Henri Fursy, à la Scala (16 mai)
- 1897 : Chacun sa muse, revue vachalcadesque en 1 acte de Jean Darc et Hugues Delorme, costumes dessinés par Willette, à l'Alcazar d'Été (10 juillet)
- 1897 : Ko-Ko-Ri-Ko, revue en 2 actes et 6 tableaux de P.-L. Flers, à la Scala (8 décembre)
- 1898 : Psst ! Psst !, revue en 3 tableaux de Jules Oudot et Henri de Gorsse, à la Scala (26 avril)
- 1898 : Gueule d'or, opérette en 1 acte de Benjamin Lebreton et Clairville fils, à Bobino (12 août)
- 1898 : En voilà de la chair !, revue en 2 actes et 10 tableaux de P.-L. Flers, à la Scala (24 décembre)
- 1899 : En avant les p'tites femmes !, revue en 1 acte et 3 tableaux d'Albert Cellarius, l'Alcazar d'Été (12 juillet)
- 1899 : Paris boycocotté, revue en 2 actes et 7 tableaux d'Eugène Héros et Charles Mougel, costumes dessinés par Léon Choubrac à la Scala (23 décembre)
- 1900 : La Revue en plein air, revue en 1 acte et quatre tableaux de Raoul Ponchon et Jules Roques, costumes dessinés par Willette, à l'Alcazar d'Été (13 juillet)
- 1901 : La Revue de la Scala, revue en 2 actes et 5 tableaux de Paul Gavault et Eugène Héros, à la Scala (21 décembre)
- 1902 : Ca claqu' fort !, revue en 1 acte et 3 tableaux de P.-L. Flers, costumes dessinés par Léon Choubrac, à l'Alcazar d'Été (3 juillet)
- 1902 : C'est d'un raid !, revue en 2 actes et 9 tableaux de P.-L. Flers, à la Scala (4 novembre)
- 1903 : A l'Alca... tiare !, revue en 1 acte et 6 tableaux de Charles Quinel, costumes dessinés par Edmund Edel, à l'Alcazar d'Été (7 juillet)

Musique de danse
- 1884 : L'Entreprenant, orchestration d'un quadrille de Charles Lambert
- 1884 : Marie-Louise, orchestration d'une mazurka de Charles Lambert
- 1884 : La Messagère, orchestration d'une grande valse de Charles Lambert
- 1884 : Pinsonnette, orchestration d'une polka de Charles Lambert
- 1884 : Rose-Pompon, orchestration d'une mazurka de Charles Lambert
- 1897 : Les Blondes, grande valse pour piano seul d'après la chanson de Fragson et Adolf Stanislas
- 1898 : Les Salons parisiens, valse pour piano d'après la chanson d'Henri Dérouville et Joël Tiska

Musique de chanson
- 1897 : Le Boléro de Pitou, chansonnette militaire, musique de Charles Raiter et Henri Dérouville, paroles de Félix Mortreuil[10]
- 1899 : Minc' de noce !, chansonnette, paroles et musique de Charles Raiter, Louis Michaud et O. Riall's
- 1899 : Porte close, chanson, paroles et musique de Charles Raiter et Henri Christiné